# アサド・マジード・カーン

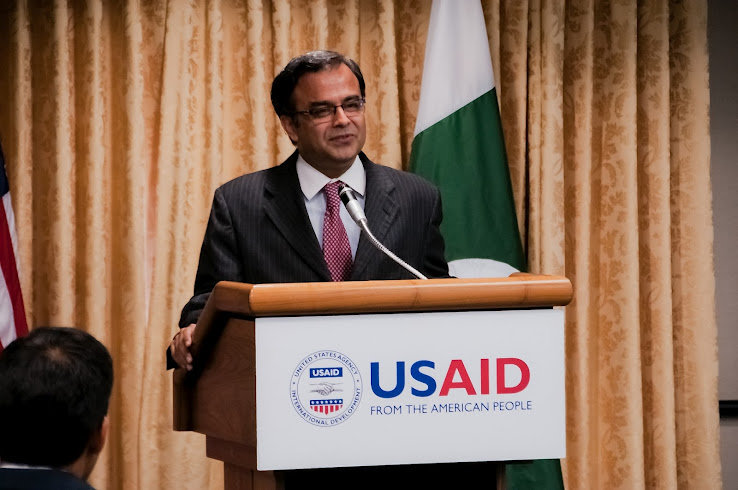
アサド・マジード・カーン駐米パキスタン大使館首席公使（当時。2012年）

アサド・マジード・カーン（ウルドゥー語: اسد مجید خان、英語: Asad Majeed Khan）は、パキスタンの外交官、大使。2019年1月より駐米パキスタン大使。九州大学にて博士（法学）取得。

## 経歴
1986年から1988年にかけて、ラホールで法曹家として勤務。その後、外務省に入省。
1990年から1991年にかけて、日本で語学研修。1993年から1996年にかけて、駐日パキスタン大使館で二等書記官。
1998年から2002年にかけて、九州大学法学部で修学、国際経済法と国際商法（英語: International Economic and Business Law, IEBL）の「博士（法学）」（英語: Legum Doctor, LL.D.）を取得。
2010年から2011年にかけて、外務省の国連局局長、国連の持続可能な開発会議局の副議長。
2012年3月から2015年9月にかけて、駐米パキスタン大使館の首席公使（英語: Deputy Chief of Mission, DCM）。うち2013年5月から2014年1月にかけて、臨時代理大使。
2015年9月から2016年2月にかけて、外務省の西アジア局局長。2016年6月から8月にかけて、外務省の北南米局局長。
2017年より、駐日パキスタン大使。同年8月17日、皇居で信任状を捧呈。
2018年10月26日、パキスタン政府がカーン大使を次期駐米大使に指名する。
2019年1月11日、アメリカ合衆国ワシントンD.C.のホワイトハウスでドナルド・トランプ大統領に信任状を捧呈し、駐米大使として正式に着任した。

## 駐日大使として
2017年8月17日、皇居で信任状を捧呈し、駐日大使として正式に着任。同年12月12日、日本記者クラブからの招待を受けて記者会見を開いた。
2017年12月18日、安倍晋三内閣総理大臣が日本語を話す駐日各国大使23名および次期駐日大使1名を総理公邸に招いて昼食会を主催したが、カーン大使も参加した各国大使のうちの一人であった。また、2018年12月14日に開催された昼食会にもカーン大使が参加している。
2018年4月10日、自民党動画チャンネル「CafeSta（カフェスタ）」が配信する武井俊輔司会の番組「ディスカバーワールドin Cafesta」に出演。
2018年4月13日、福岡県庁にて小川洋県知事を表敬訪問。その後、福岡を拠点に活動するジャーナリストのフマユン・A・ムガールからインタビューを受ける。

## 論文
- Khan Asad Majeed『Developing country perspective on GATT/WTO antidumping agreements : A case study of India and Pakistan [GATT及びWTOにおけるアンチダンピング協定について発展途上国の見地からの考察 : インドとパキスタンの事例研究]』（博士(法学) 甲第6122号論文）九州大学、2002年。hdl:2324/454190。NAID 500000228219。